# Andrej Vikencjevics Zigmantovics
Andrej Vikencjevics Zigmantovics (fehéroroszul: Андрэй Зыгмантовіч, oroszul: Андрей Викентьевич Зыгмантович; Minszk, 1962. december 2. –) fehérorosz labdarúgóedző, korábban szovjet és fehérorosz válogatott  labdarúgó. Két alkalommal választották meg az év labdarúgójának Fehéroroszországban.

## Pályafutása

### Klubcsapatban
Pályafutását szülővárosában kezdte a Dinama Minszkben. 1982-ben szovjet bajnoki címet szerzett. 1991-ben a holland Groningen igazolta le, ahol egy szezont játszott. 30 éves korában, 1992-ben egy kis időre visszatért a Dinama csapatához. 1993-ban ismét légiósnak állt, ezúttal a spanyol Racing Santanderhez szerződött. 1996-ban innen vonult vissza az aktív játéktól.

### A válogatottban
1984 és 1990 között 36 alkalommal szerepelt a szovjet válogatottban és 3 gólt szerzett. Részt vett az 1990-es világbajnokságon. 1992 és 1995 között 9 alkalommal lépett pályára a fehérorosz válogatottban.

## Sikerei, díjai
Dinama Minszk
- Szovjet bajnok (1): 1982
- Fehérorosz bajnok (1): 1992–93

Egyéni
- Az év fehérorosz labdarúgója (2): 1992, 1994

## Külső hivatkozások
- Andrej Vikencjevics Zigmantovics – a FIFA adatbázisában
- Andrej Zigmantovics adatlapja a National-Football-Teams.com oldalon (angolul)

- Andrej Zigmantovics. eu-football.info
- Andrej Zigmantovics (orosz nyelven). rusteam.permian.ru
- Andrej Zigmantovics. bdfutbol.com